# Lycée Ibn Zaydoune
Le Lycée Ibn Zaydoune de Casablanca est un lycée situé dans le quartier Moulay Abdellah à l'arrondissement de Aïn-Chok de Casablanca au Maroc. Ancien collège mixte, il est devenu un Lycée à la rentrée scolaire de septembre 1975.
Ce lycée comprend toutes les branches scientifiques, littéraires et techniques ; il compte plus de 180 enseignants actifs.[réf. nécessaire]

## Matières enseignées

### Principales
- Anglais
- Mathématiques
- Histoire-géographie
- Sciences de la vie et de la terre
- Physique-Chimie (à partir de la cinquième)
- Informatique (juste la cinquième)
- Éducation physique et sportive
- Éducation civique, juridique et sociale
- Lettres classiques
- Philosophie (second cycle uniquement)
- Sciences et technologies de la gestion

### Langues vivantes
- Italien
- Arabe
- Anglais
- Français